# Grandfontaine-sur-Creuse
Grandfontaine-sur-Creuse ist eine französische Gemeinde mit 73 Einwohnern (Stand: 1. Januar 2022) im Département Doubs in der Region Bourgogne-Franche-Comté.

## Geographie
Grandfontaine-sur-Creuse liegt auf 699 m über dem Meeresspiegel, sieben Kilometer westsüdwestlich von Pierrefontaine-les-Varans und etwa 33 Kilometer östlich der Stadt Besançon (Luftlinie). Das Dorf erstreckt sich im Jura, im westlichen Teil des weiten Hochplateaus von Pierrefontaine, südlich der Höhe des Bois de la Côte.
Die Fläche des 5,90 km² großen Gemeindegebiets umfasst einen Abschnitt des französischen Juras. Der Hauptteil des Gebietes wird von der schwach reliefierten Hochfläche von Pierrefontaine eingenommen, die durchschnittlich auf 700 m liegt. Sie ist vorwiegend von Acker- und Wiesland bestanden, zeigt aber auch kleinere Waldgebiete. Das Hochplateau besitzt keine oberirdischen Fließgewässer, weil das Niederschlagswasser im verkarsteten Untergrund versickert. Es weist verschiedene Mulden und Kuppen auf. Die westliche Begrenzung verläuft auf dem bewaldeten Höhenzug, der das Plateau von Pierrefontaine von demjenigen von Vercel trennt. Im Bois du Suchaux wird mit 744 m die höchste Erhebung von Grandfontaine-sur-Creuse erreicht. Nach Norden erstreckt sich das Gemeindeareal in den Bois de la Côte.
Nachbargemeinden von Grandfontaine-sur-Creuse sind Eysson im Norden, Domprel im Osten, Loray, Flangebouche, Avoudrey und Longechaux im Süden sowie Vercel-Villedieu-le-Camp im Westen.

## Geschichte
Im Mittelalter gehörte Grandfontaine-sur-Creuse zur Herrschaft Passavant, die seit dem 14. Jahrhundert im Besitz der Herren von Montbéliard war. Zusammen mit der Franche-Comté gelangte das Dorf mit dem Frieden von Nimwegen 1678 an Frankreich. Heute ist Grandfontaine-sur-Creuse Mitglied des Gemeindeverbandes Portes du Haut-Doubs.
Am 1. Januar 2009 erfolgte eine Änderung der Arrondissementszugehörigkeit der Gemeinde. Bislang zum Arrondissement Besançon gehörend, kamen alle Gemeinden des Kantons zum Arrondissement Pontarlier.

## Sehenswürdigkeiten

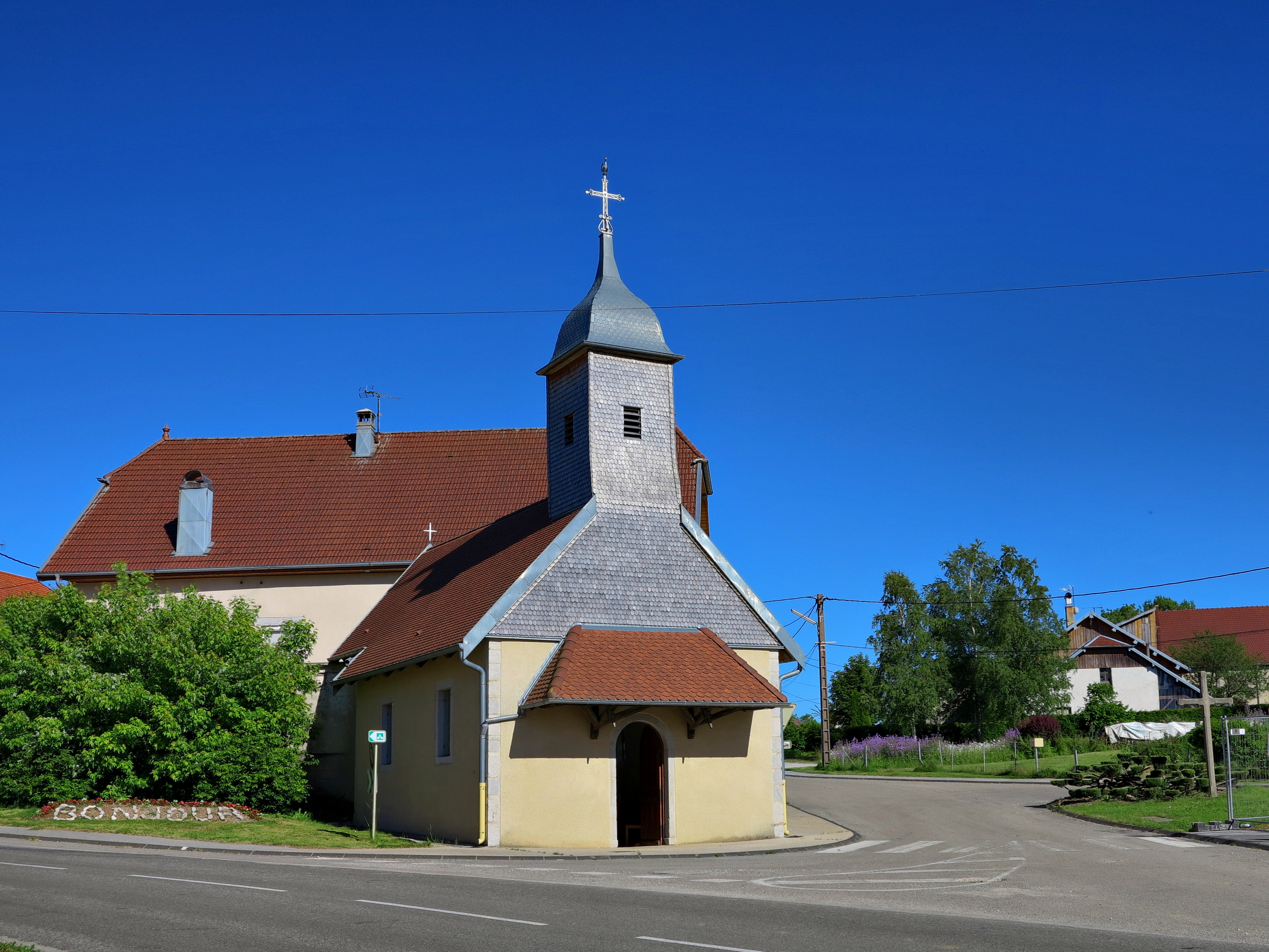
Kapelle Notre-Dame du Bon Secours

Die Kapelle Notre-Dame du Bon Secours wurde im 19. Jahrhundert erbaut. Im Ortskern sind verschiedene Bauernhäuser aus dem 17. bis 19. Jahrhundert im charakteristischen Stil der Franche-Comté erhalten.

## Bevölkerung
| Jahr                       | 1962 | 1968 | 1975 | 1982 | 1990 | 1999 | 2006 | 2016 |
| Einwohner                  | 99   | 112  | 101  | 84   | 70   | 74   | 85   | 72   |
| Quellen: Cassini und INSEE |      |      |      |      |      |      |      |      |

Mit 73 Einwohnern (1. Januar 2022) gehört Grandfontaine-sur-Creuse zu den kleinsten Gemeinden des Départements Doubs. Während des gesamten 20. Jahrhunderts pendelte die Einwohnerzahl stets im Bereich zwischen 70 und 115 Personen.

## Wirtschaft und Infrastruktur
Grandfontaine-sur-Creuse war bis weit ins 20. Jahrhundert hinein ein vorwiegend durch die Landwirtschaft (Viehzucht und Milchwirtschaft, Ackerbau) geprägtes Dorf. Noch heute leben die Bewohner zur Hauptsache von der Tätigkeit im ersten Sektor. Außerhalb des primären Sektors gibt es fast keine Arbeitsplätze im Dorf. Einige Erwerbstätige sind auch Wegpendler, die in den umliegenden größeren Ortschaften ihrer Arbeit nachgehen.
Die Ortschaft liegt abseits der größeren Durchgangsstraßen an einer Departementsstraße, die von Vercel-Villedieu-le-Camp nach Pierrefontaine-les-Varans führt. Weitere Straßenverbindungen bestehen mit Avoudrey und Eysson.